# بطولة إفريقيا للجودو 2022
بطولة أفريقيا للجودو 2022 هي النسخة 39 من بطولة أفريقيا للجودو، أقيمت في وهران (الجزائر) بين 20 و22 ماي 2022.